# Реакции элиминирования
Реакция элиминирования (от лат. elimino — изгоняю), элиминации или отщепления — процесс отщепления от молекулы органического соединения атомов или атомных групп без замены их другими. Исходными веществами могут служить представители разных классов органических соединений.

## Классификация реакций элиминирования
Все реакции элиминирования классифицируют по относительному расположению атома углерода, от которого происходит отщепление атомов или атомных групп:
- α-элиминирование;
- β-элиминирование;
- γ-элиминирование;
- δ-элиминирование;

и т.д.
Если отщепляющиеся атомы (или атомные группы) связаны с одним и тем же атомом углерода, то такой процесс называется α-элиминированием, если они связаны с соседними атомами углерода — β-элиминированием. Реакции отщепления групп, отделенных друг от друга одним, двумя и большим числом атомов углерода, называются соответственно γ−, δ- и т.д. элиминированием.
Реакции элиминирования также делятся по тому, как протекает процесс. Если в результате бимолекулярного элиминирования два атома или группы отщепляются одновременно, то такой тип называется Е2. Если реакция идет в две стадии, а лимитирующей является ионизация субстрата с образованием карбкатиона — это механизм Е1. Существуют еще и реакции Е1сВ (карбанионные), которые также протекают в две стадии, однако в отличие от Е1 (в которых сначала отщепляется X, а затем — атом водорода), здесь в первую очередь идет отщепление атома водорода, а затем и другого атома (группы атомов).

## Механизм реакции
Реакции элиминирования по механизму обратны реакциям присоединения. Самый простой и наиболее изученный её тип — отщепление от соседних атомов углерода (β-элиминирование) с образованием алкенов: